# Anna de Baviera
Anna Enriqueta Julia de Baviera - Anna Henrietta Julia von Wittelsbach (alemany), Anne Henriette Julie de Wittelsbach (francès) - (París, 13 de març de 1648 - ibídem, 23 de febrer de 1723) fou una princesa palatina, el 1708 va heretar el principat d'Arches, l'actual Departament de les Ardenes, en morir el seu cosí Carles Ferran III, el darrer duc de Màntua. Igualment va heretar el comtat de Dreux, el 1718 quan va morir la seva filla Maria Anna, que al seu torn l'havia heretat del seu marit.

## Família
Filla del comte palatí Eduard de Wittelsbach (1625-1663) i d'Anna Gonzaga (1616-1684). L'11 de desembre de 1663 es va casar a la capella del Palau del Louvre a París amb Enric Juli de Borbó-Condé (1643-1709), fill de Lluís II de Borbó-Condé (1621-1686) i de Clara Clementina de Maillé-Brézé (1629-1694), marquesa de Brezé. La parella va tenir deu fills:
- Maria Teresa de Borbó-Condé (1666-1732), casada amb Francesc Lluís de Borbó-Conti (1664-1709).
- Enric (1667-1670).
- Lluís (1668-1710), casat amb Lluïsa Francesca de Borbó (1673-1743).
- Anna Lluïsa (1670-1675).
- Enric (1672-1675).
- Lluís Enric (1673-1677).
- Anna Maria (1675-1700).
- Anna Lluïsa (1676-1753), casada amb Lluís August de Borbó (1670-1736).
- Maria Anna (1678-1718), casada amb Lluís Josep de Vendôme (1654-1712).
- Una filla nascuda el 1679 i morta el 1680.

Fins a la mort del seu marit va haver de suportar un ambient de crueltat i de terror, ja que Enric Juli era una persona sàdica que patia de licantropia. Amb tot, ella era una dona molt pietosa i caritativa, i va donar suport al seu marit, tot i ser víctima de la seva violència.